# Antonio Marín Coll
Antonio Marín Coll   (Ciudad Real, 17 de gener de 1945 - Sarrià de Ter, 3 de març de 2021) fou un futbolista espanyol de les dècades de 1960 i 1970.
Jugava de mig organitzador i puntualment de lateral esquerre. Tenia una gran visió de joc i una cama esquerra de seda.
Tot i haver nascut a Ciudad Real, la major part de la seva carrera futbolística la va passar a Catalunya. Va començar a jugar al futbol base del CE Europa i amb el primer equip la temporada 1964-65. L'any 1965 ingressà al RCD Espanyol, però durant les primeres temporades jugà cedit al CF Badalona (1965-66), CE Mataró (1966-67), Terrassa FC (1967-68) i UE Sant Andreu (1968-69). L'any 1969 debutà amb el primer equip de l'Espanyol a Segona Divisió. En dues temporades disputà 36 partits oficials.
Quan abandonà l'Espanyol va jugar a Llevant UE, CE Europa, Algeciras CF, CF Badalona i novament l'Europa. Va ser internacional amb la selecció espanyola amateur l'any 1965.